# Prodziecięcyzm
Prodziecięcyzm (ang. childism) – ruch na rzecz równouprawnienia dzieci oraz ideologia leżąca u podstaw tego ruchu.
Pojęcie w literaturze anglojęzycznej funkcjonuje jako childism, przetłumaczone przez Michała Radomira Wiśniewskiego, na język polski jako prodziecięcyzm, m.in. w celu odróżnienia go od dzieciofobii. Według Childism Institute, prodziecięcyzm w relacji do dzieci, jest analogicznym ruchem jak feminizm wobec kobiet. Uznaje, że młodzi ludzie są często pokrzywdzeni w porównaniu z dorosłymi, dąży do równości dzieci wobec dorosłych, na polu prawnym i społecznym, zgodnie z ich własnymi, odrębnymi doświadczeniami. Uznaje, że dzieci są systemowo marginalizowane. Ruch ten przeciwstawia się adultyzmowi.